# Vilars NE
| NE ist das Kürzel für den Kanton Neuenburg in der Schweiz. Es wird verwendet, um Verwechslungen mit anderen Einträgen des Namens Vilars zu vermeiden. |

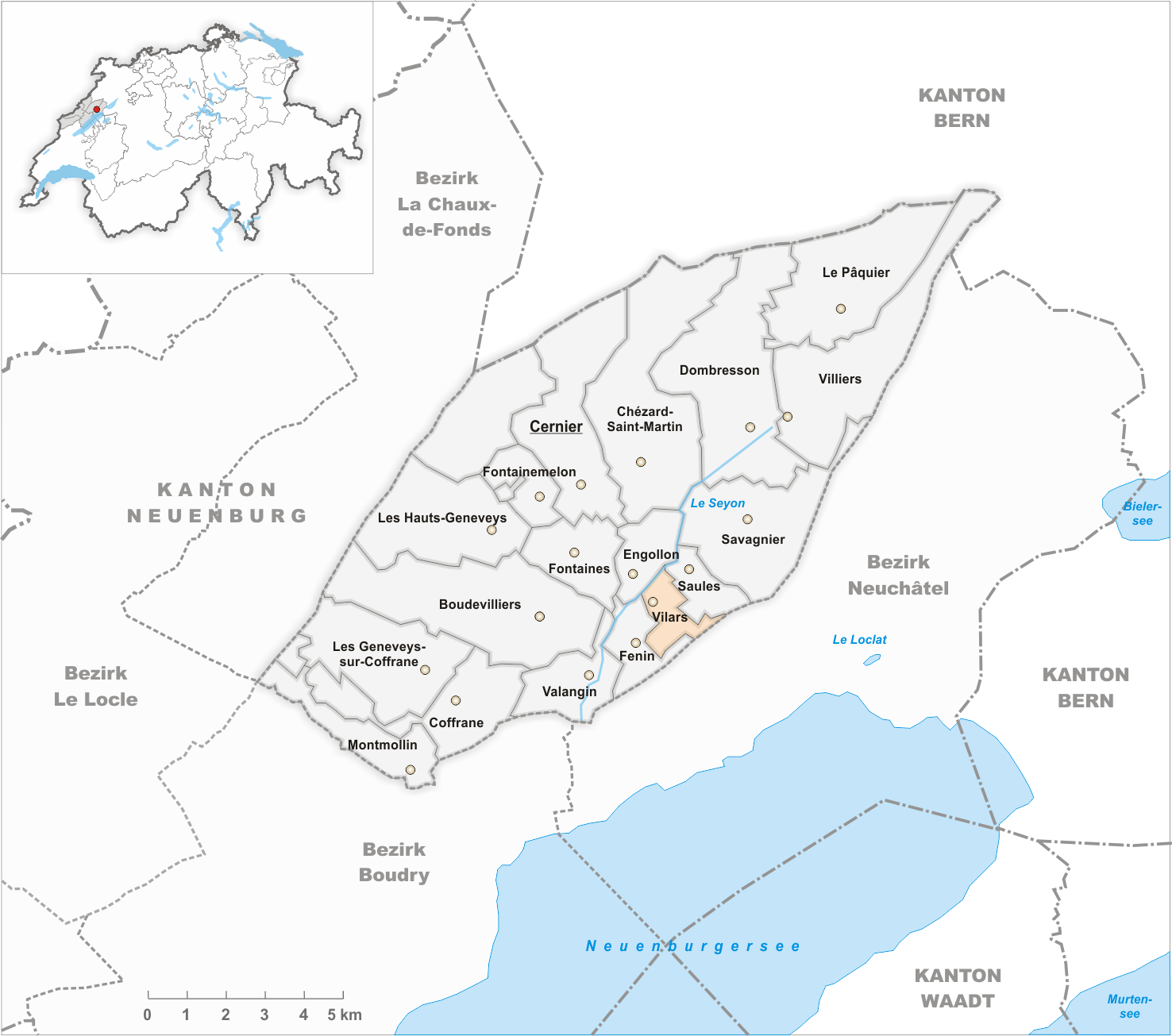
Gemeindestand vor der Fusion am 1. Januar 1875

Vilars NE ist eine Ortschaft in der politischen Gemeinde Val-de-Ruz, Kanton Neuenburg, Schweiz. 
Vilars liegt im Hochtal Val de Ruz zwischen den Orten Fenin und Saules auf rund 750 m ü. M. am Nordwesthang des Chaumont. Vor 1875 war Vilars eine eigenständige Gemeinde, bis Ende 2012 gehörte das Dorf zur politischen Gemeinde Fenin-Vilars-Saules und somit zum damaligen Bezirk Val-de-Ruz. Auf den 1. Januar 2013 wurde Vilars mit Fenin-Vilars-Saules zur Talgemeinde Val-de-Ruz fusioniert.